# John Mudge

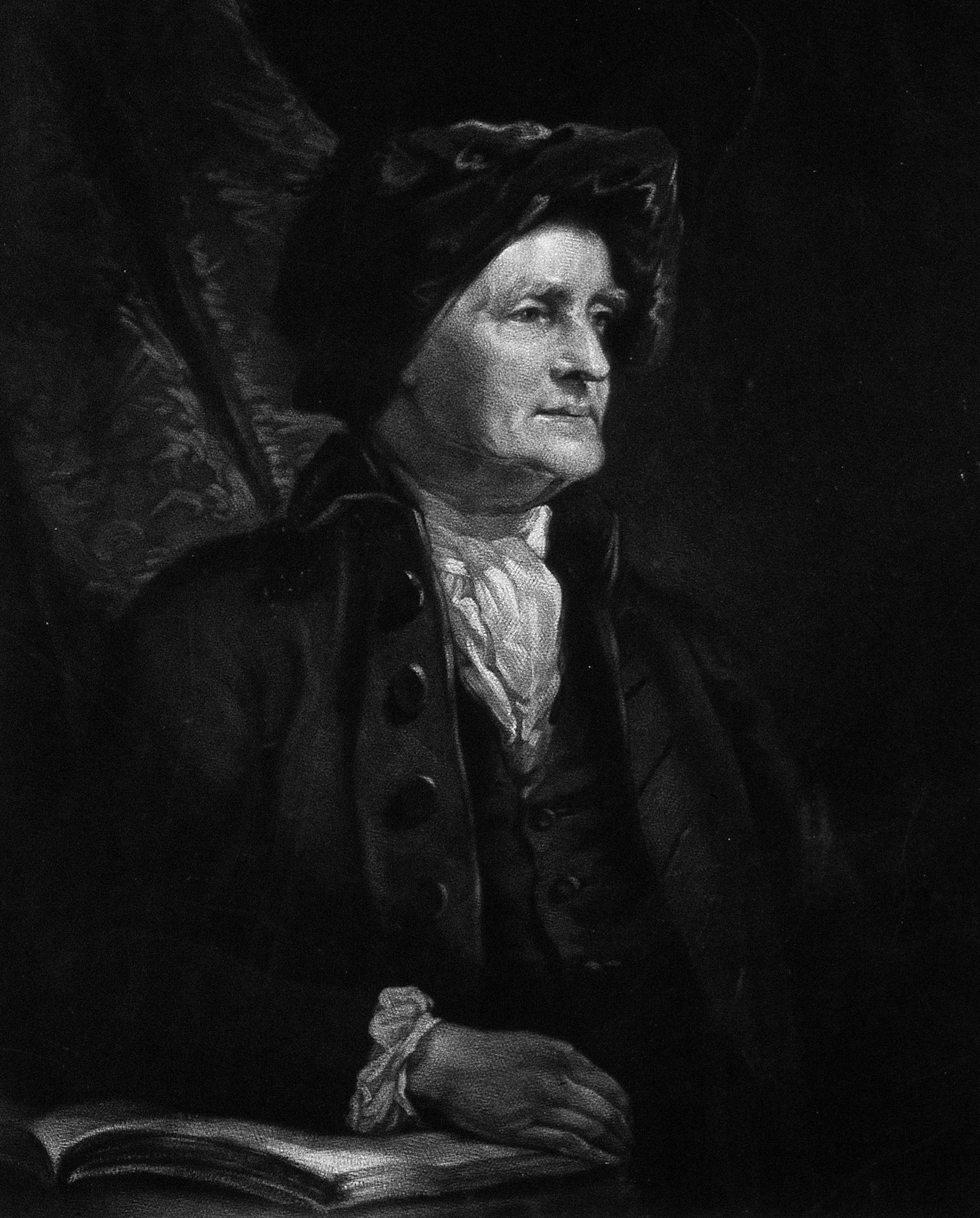
John Mudge um 1790

John Mudge (* 1721 in Bideford; † 26. März 1793) war ein englischer Arzt und Amateurastronom in Plymouth. Er wurde durch Materialuntersuchungen und Spiegelschleifen für Teleskope bekannt und erhielt dafür 1777 die Copley-Medaille der Royal Society.
Als vierter Sohn des Priesters Zachariah Mudge sollte er nach London gehen, blieb aber in Plymouth, wo er später als Arzt praktizierte. Zu seinem Freundes- und Bekanntenkreis zählten Sir Joshua Reynolds, der Astronom James Ferguson und der Maler James Northcote.

## Metallspiegel für Teleskope
Mudge war einer der ersten, der verschiedene Metall-Legierungen auf ihre Eignung zum Schleifen von Metallspiegeln untersuchte. Als geeignetste Legierung erhielt er Kupfer-Zinnbronze im Verhältnis 2:1, während Newton 3:1 empfohlen hatte. Er tauschte seine Erfahrungen im Teleskopbau auch mit dem Mathematiker und Optiker James Short aus. Für den Universalgelehrten John Michell baute er ein besonders lichtstarkes, kurzes Spiegelteleskop mit Öffnungsverhältnis 1:4 und 10 Fuß Brennweite, dessen Betrieb (anders als die wesentlich längeren Fernrohre Herschels mit 1:10 bis 1:20) keine Hilfskräfte benötigte.
1776 reichte er bei der Royal Society seine metallurgisch-optische Untersuchung Directions for making the best Composition for the Metals for reflecting Telescopes; together with a Description of the Process for Grinding, Polishing, and giving the great Speculum the true Parabolic Curve zur Herstellung von Parabolspiegeln ein, die 1777 in den Philosophical Transactions veröffentlicht wurde. Die Akademie verlieh ihm dafür 1777 die Copley-Medaille und nahm ihn als Fellow in ihren Kreis auf.
Den Großteil seiner Freizeit widmete Mudge der Konstruktion von Spiegelteleskopen. Die zwei größten Instrumente mit über 200-facher Vergrößerung baute er für Hans Moritz von Brühl, der es der Sternwarte Gotha gab, und für seinen Sohn William Mudge.

## Medizinische Forschung
Im Jahr 1777 publizierte er über eine Impfung gegen die Pocken, aufbauend auf Vorarbeiten von Richard Mead: Dissertation on the Inoculated Small Pox, or an Attempt towards an Investigation of the real Causes which render the Small Pox by Inoculation so much more mild and safe then the same Disease when produced by the ordinary means of Infection. 1778 folgte die Veröffentlichung A Radical and Expeditious Cure for recent Catarrhous Cough. Der darin beschriebene Inhalator fand weite Verbreitung.

## Familie
Mudge war dreimal verheiratet und hatte 20 Kinder, davon acht mit seiner ersten Frau Mary Bulteel. Als 1766 seine zweite Frau Jane starb, heiratete er im Folgejahr Elizabeth Garrett (1736–1808). Von ihr stammen die Söhne William Mudge und Zachary Mudge.